# Muzeum Organów Śląskich
Muzeum Organów Śląskich w Katowicach – muzeum uniwersyteckie, działające przy Akademii Muzycznej im. Karola Szymanowskiego w Katowicach, w ramach Katedry Organów i Muzyki Kościelnej.
Idea powstania muzeum sięga lat 80. XX wieku, kiedy to prof. Julian Gembalski rozpoczął gromadzenie elementów organów, odnajdywanych podczas prac badawczych na terenie Górnego Śląska. Część zbiorów została pokazana podczas wystaw, towarzyszących konferencjom naukowym "Organy na Śląsku" w 1983 oraz 1994 roku. Samo muzeum zostało powołane na mocy uchwały Senatu uczelni z dnia 4 kwietnia 2002 roku. Na jego siedzibę przeznaczono pomieszczenia podziemi gmachu Akademii, znajdujące się od strony ul. Wojewódzkiej.
W ramach muzealnej wystawy prezentowane są następujące eksponaty:
- organy, z okresu od XVIII od początków XX wieku, pochodzące z kościołów zarówno na terenie Górnego Śląska (Ćwiklice, Zawada Książęca, Szombierki), jak i innych części Polski (Przyszowa, Chybice, Babin),
- elementy organów (szafy, stoły gry, deski rejestrowe, klawiatury, cokoły, miechy), pochodzące m.in. z  Zabrza, Gliwic, Piekar Śląskich, Legnicy, Świdnicy, Raszczyc, Bierunia Starego oraz Paprocan,
- zbiór ponad 100 piszczałek organowych śląskich firm i organmistrzów, takich jak: Johann Hawel, Weiss, Haas, Volkmann, Schlag und Söhne, Gebrüder Rieger, Berschdorf, Heinrich Dürschlag, Klimosz i Dyrszlag,
- kolekcja 35 fisharmonii,
- zdjęcia, dokumenty i inne eksponaty, związane z nieistniejącymi już instrumentami oraz firmami organmistrzowskimi.

W planach muzeum jest odtworzenie warsztatu organmistrzowskiego, wyposażonego w dawne, oryginalne narzędzia i sprzęty.
Muzeum jest czynne we wtorki, środy i czwartki oraz po uprzednim uzgodnieniu.

## Galeria

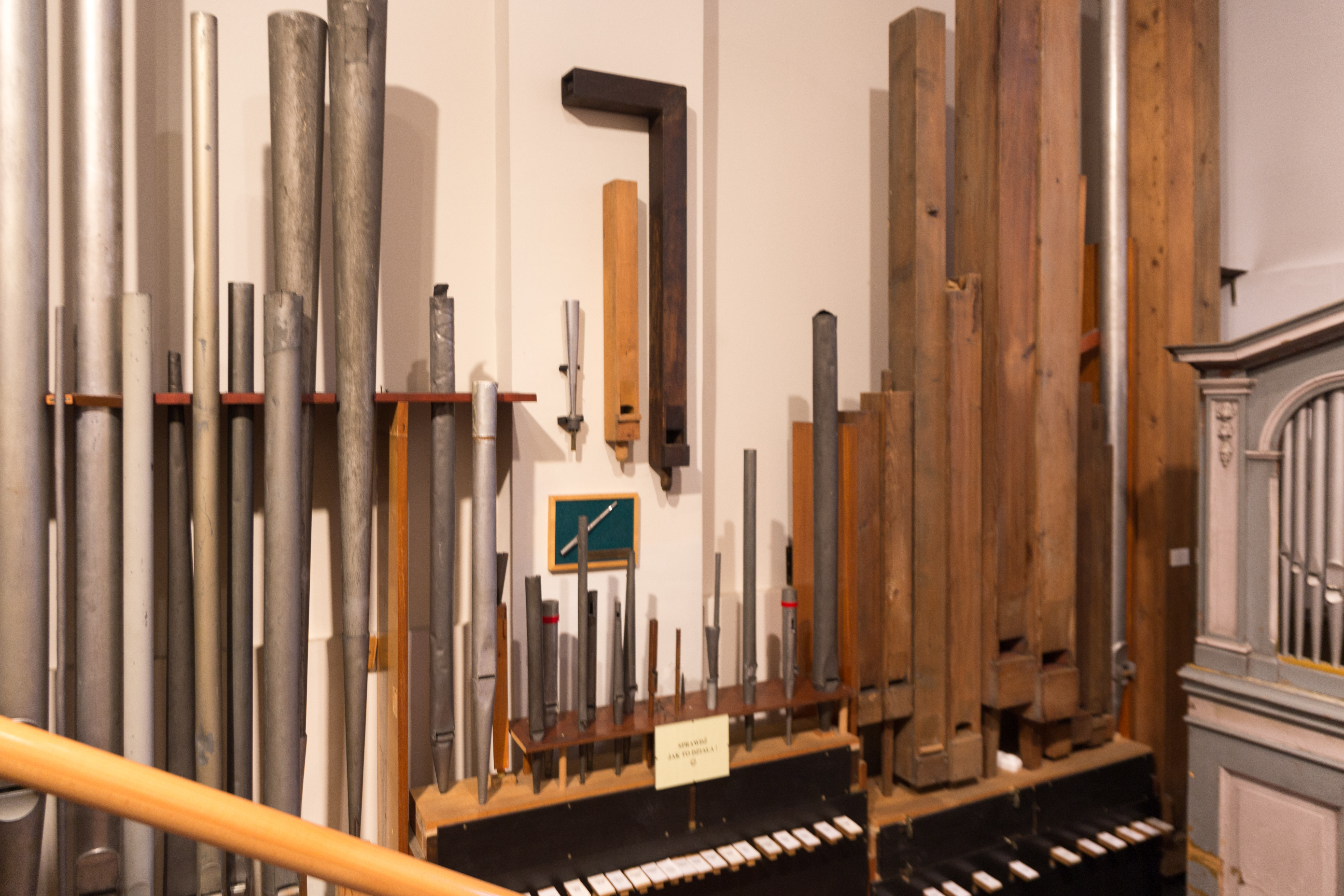
Ekspozycja piszczałek
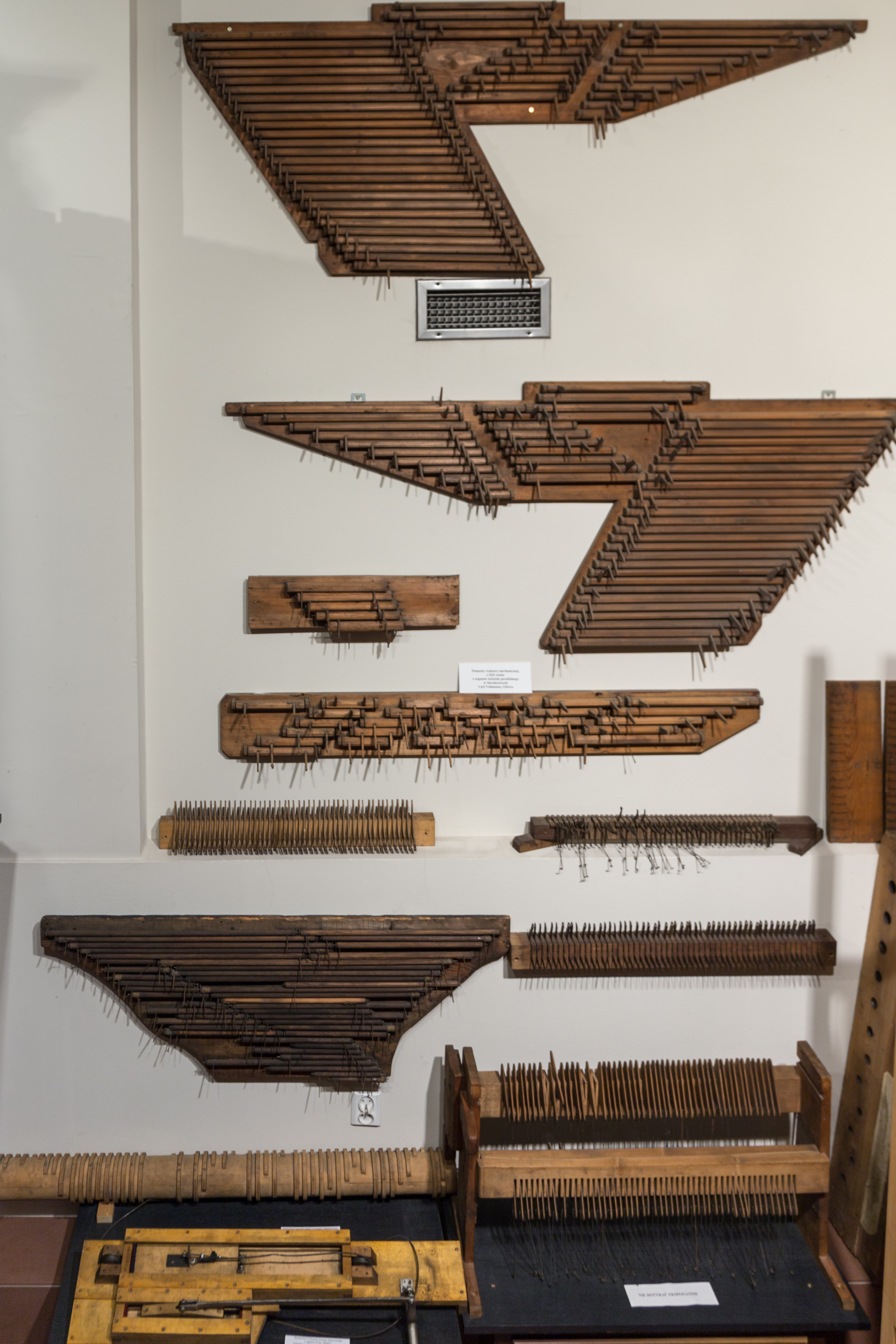
Ekspozycja traktury organowej
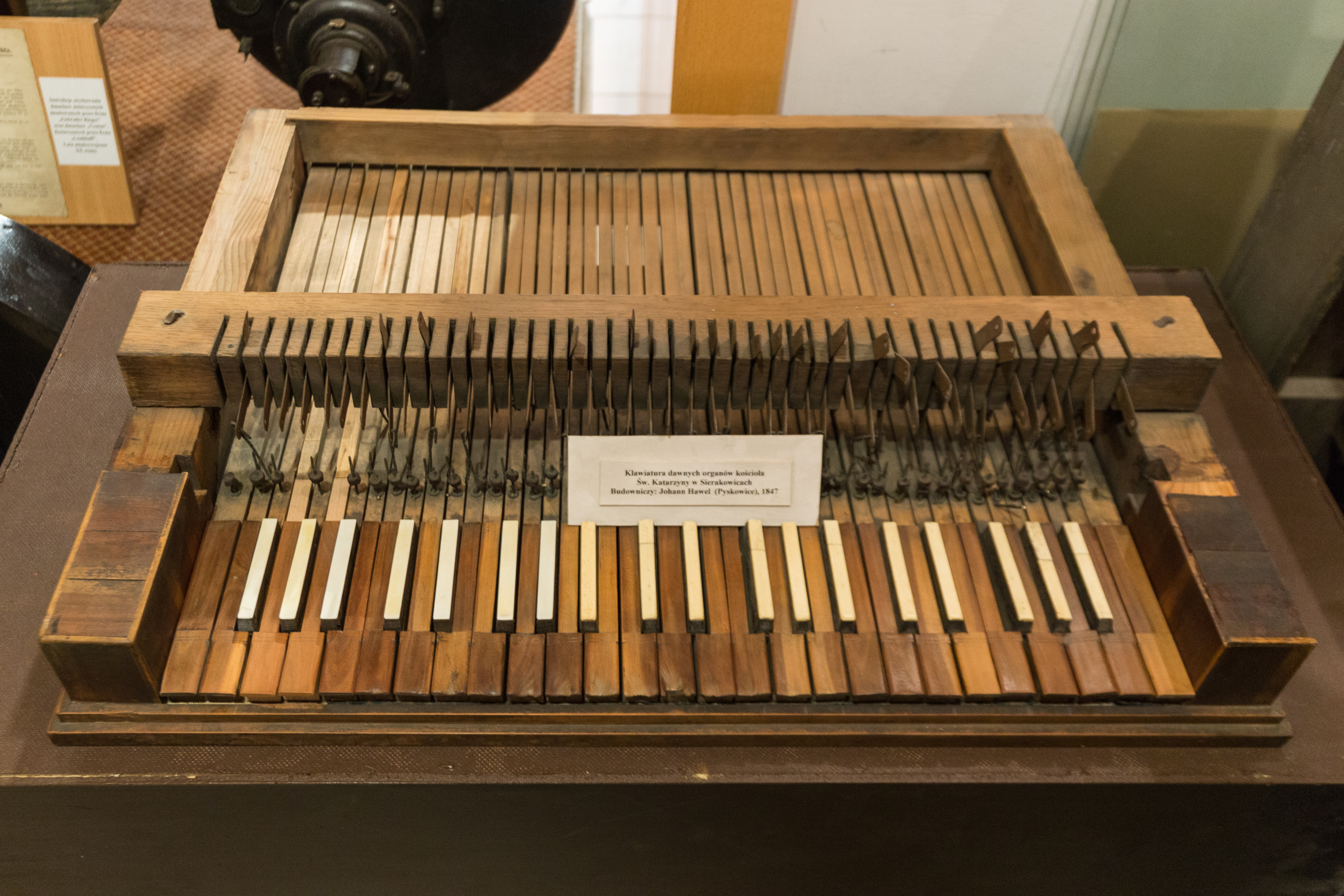
XIX-wieczna klawiatura
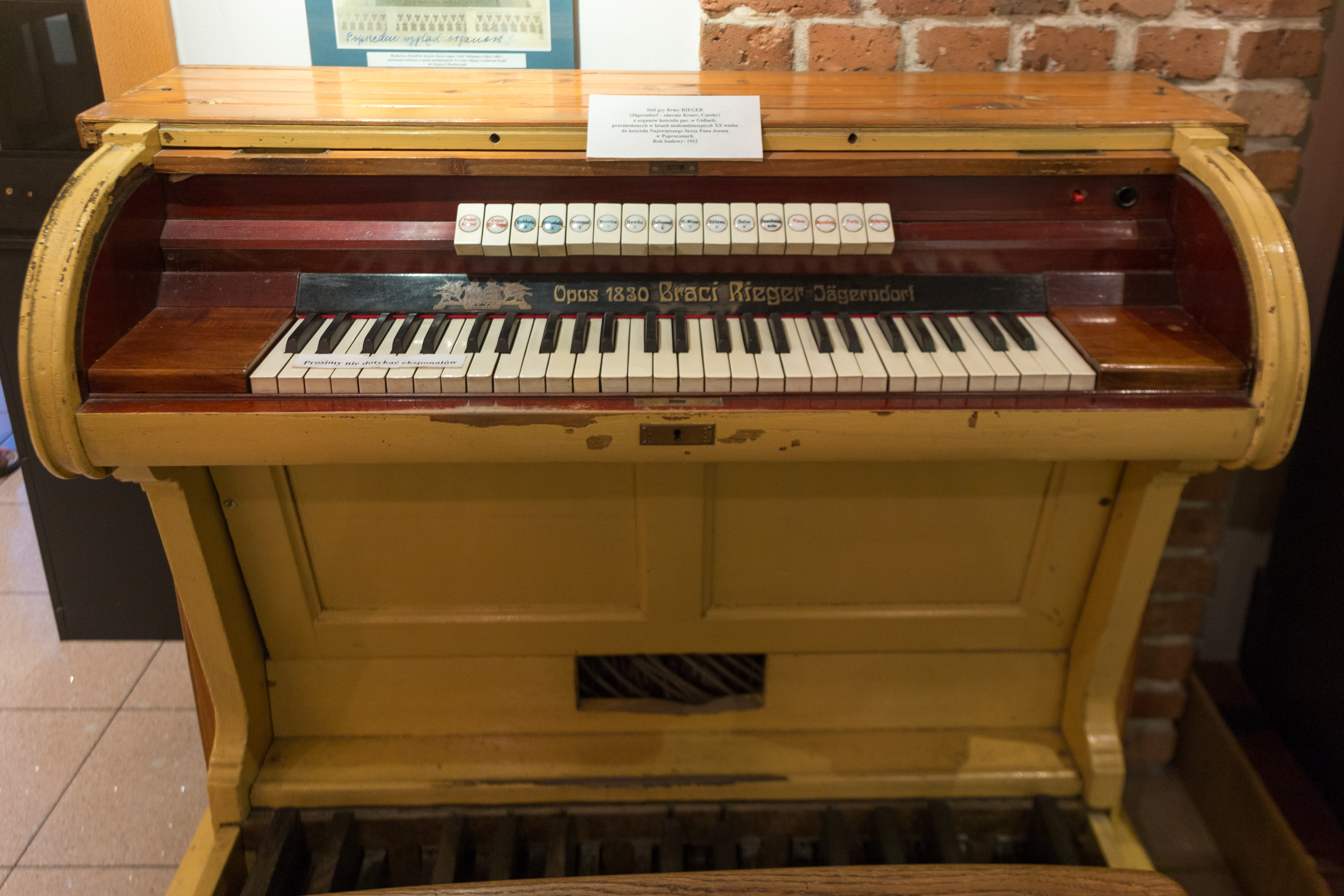
Stół gry z 1912 roku
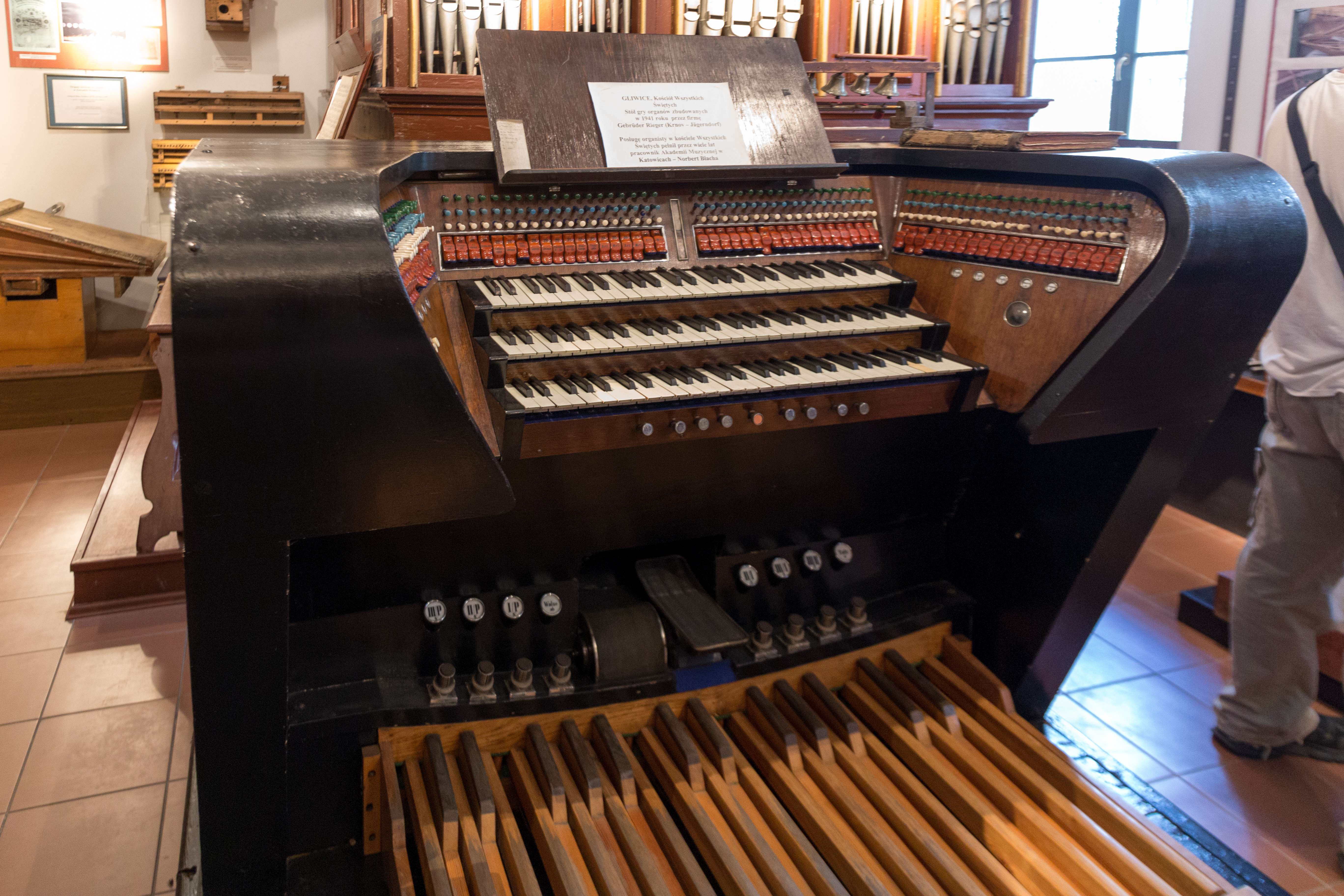
Stół gry z 1941 roku
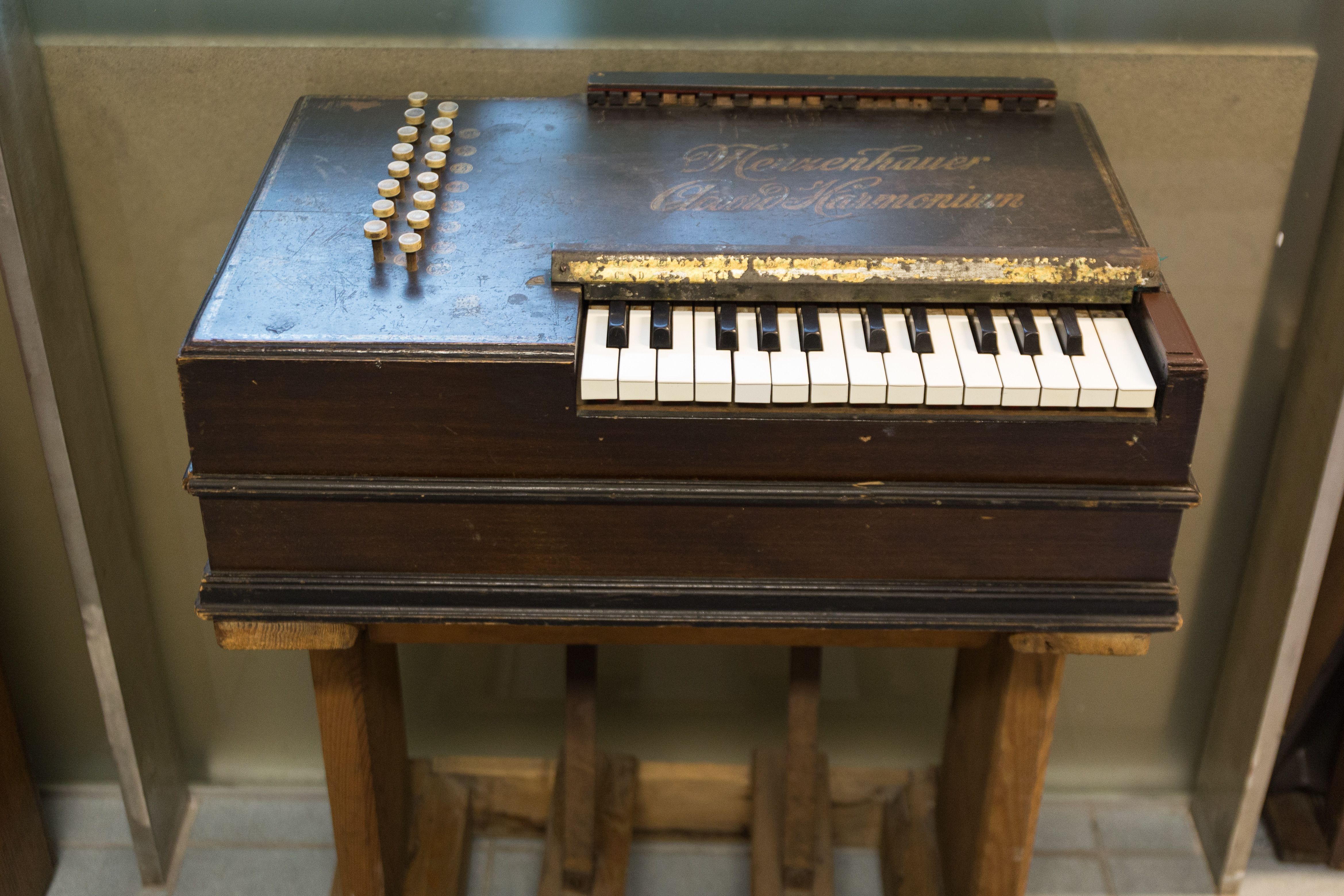
Harmonium
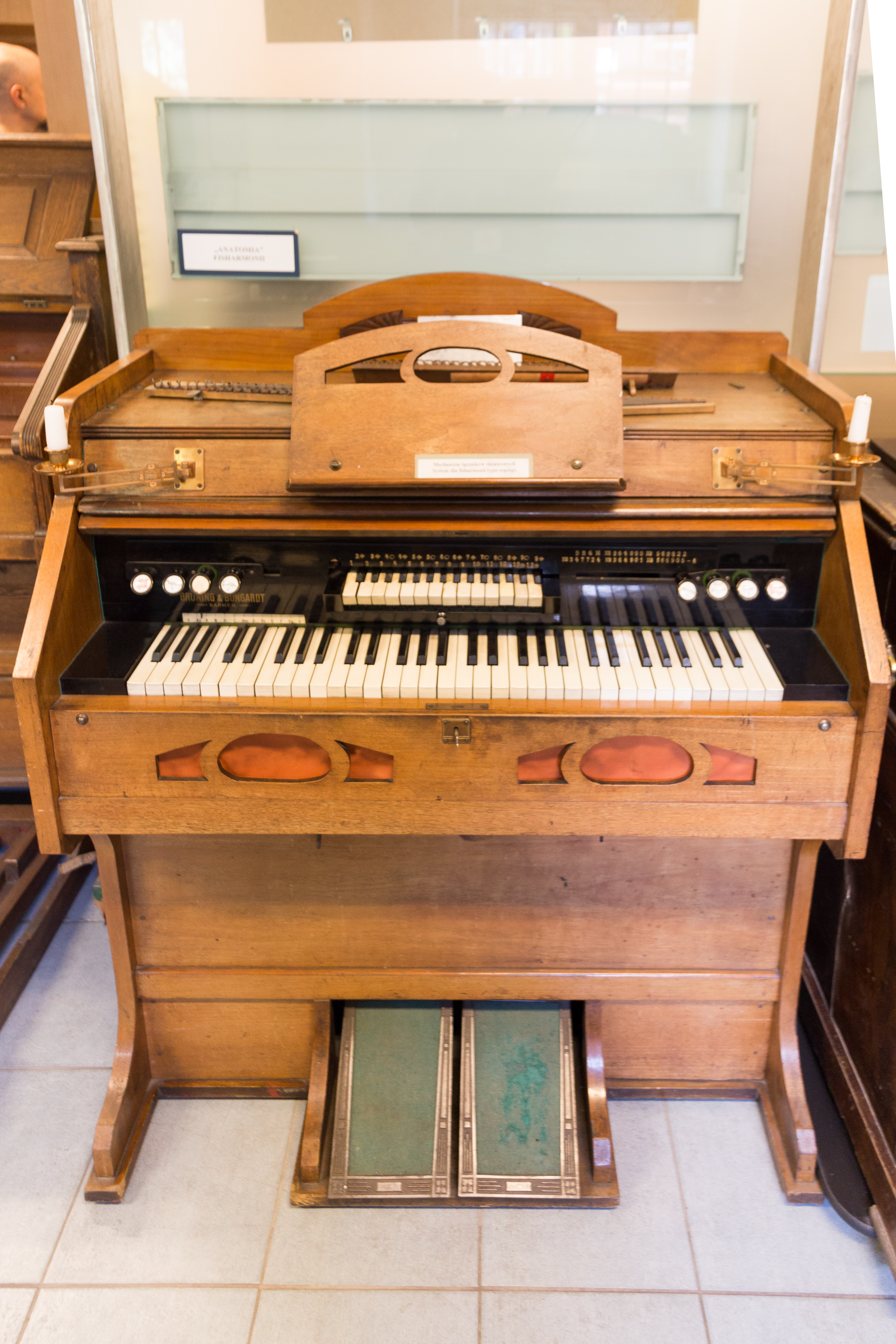
Fisharmonia